# ピュルゲン
ピュルゲン (ドイツ語: Pürgen) はドイツ連邦共和国バイエルン州オーバーバイエルン行政管区のランツベルク・アム・レヒ郡に属す町村（以下、本項では便宜上「町」と記述する）で、ピュルゲン行政共同体を形成する自治体の一つである。

## 地理
ピュルゲンはミュンヘン計画地区内、ランツベルク・アム・レヒ近郊に位置する。
ピュルゲンはレヒ川河岸のテラス状のモレーン上にある。この町の一部はカペレンベルクの北斜面にかかるが、大半はカペレンベルク、ミュールベルク、ディーンスベルクの3つの丘陵が形成する渓谷内に位置する。町の中心には、流れ込む川のない池がある。町内を州道ランツベルク - ヴァイルハイム線が通っているが、この道路はディーセン・アム・アンマーゼーまでの間に12回の急カーブがある。
カペレンベルク（海抜672m）は単独の山で、最終氷期の後に溶けた水が周囲をえぐった名残である。この頂上からは、周辺地区やアルプスの峰など素晴らしい眺望が得られる。

### 自治体の構成
この町は、公式には4つの地区 (Ort) からなる。
- レンゲンフェルト
- ピュルゲン
- シュトッフェン
- ウンメンドルフ

## 歴史
ピュルゲン周辺での最初のケルト人入植は旧石器時代あるいは紀元前1000年頃のハルシュタット期に始まった。地名、戦略上重要な位置であること、町の南東のフラウエンヴァルトに位置する墓地などから、先史時代に大きな入植地が造られていたと推測されている。丘陵墓はかつて200基存在すると言われたが、1908年には63基だけになっていた。第一次世界大戦後、危機にさらされていた丘陵墓が調査され、これにより印象深いハルシュタット期特有の装飾が施された器と火葬され骨が発掘された。ある墓には古代ギリシアの青銅製の水盤が副葬されていた。
ピュルゲンは12世紀には固有のホーフマルク（農場共同体としての村）を形成していた。最初の所有者は、現在も家系が続いているプフェッテン家であった。元々、この家系はランツベルクの城山に、ペター礼拝堂付きのフェティーネ城を有していた。プフェッテン家の始祖は1146年頃のオルトルフ・デ・フェティーネである。ペンツィング (バイエルン)とピュルゲンはこの家門の最も古い所領であった。ピュルゲンは、1833年に遺産相続の争いのために大部分が焼き払われるまでずっとこの家門内で相続され続けた。その後、村は自由農民達によって新たに建設された。
バイエルンの行政改革に伴う1818年の市町村令によってレンゲンフェルト、シュトッフェン、ウンメンドルフ、ピュルゲンが自治体となった。これらの町村は1972年に自由意思に基づき合併し、現在のピュルゲンが成立した。

### ピュルゲン城
古い伝承から、ピュルゲンには城館があったことが解る。しかし、この古い城館はスウェーデン戦争によって大部分が焼失した。1700年頃のヴェニングの地誌 (Topographia von Wening) にこの城は「とても古く老朽化しているものの、水堀に囲まれた建物」と描写されている。18世紀に城内礼拝堂、ヴォールトの地下倉庫、11の部屋と1つのホールを持つ新しい城館が建設された。周囲の立派な農場や森もその所領に含まれた。村の池の南岸にあったその建物は美しい外観で多くの賞賛を受けた。1810年頃の最も古い土地台帳地図には、東西を向いた本館と、その長軸を横切る形に配された2棟の附属建築が見て取れる。しかし、この建物は1835年に馬小屋に至るまですべて破壊されてしまった。現在ではその跡地に建てられた建造物に掲げられた記念板だけが往時を思い起こさせるものである。

### ピュルゲンの表記について
最も古い表記は、740年頃の "Monumenta Germaniae" に記された Piringa である。1033年には Pirigen と記述されている。マイケルベックという歴史記述家は1708年の著書 "Archivum Benedictoburanum" に「Pirgen、ときに Birgau とも表記される」と記している。

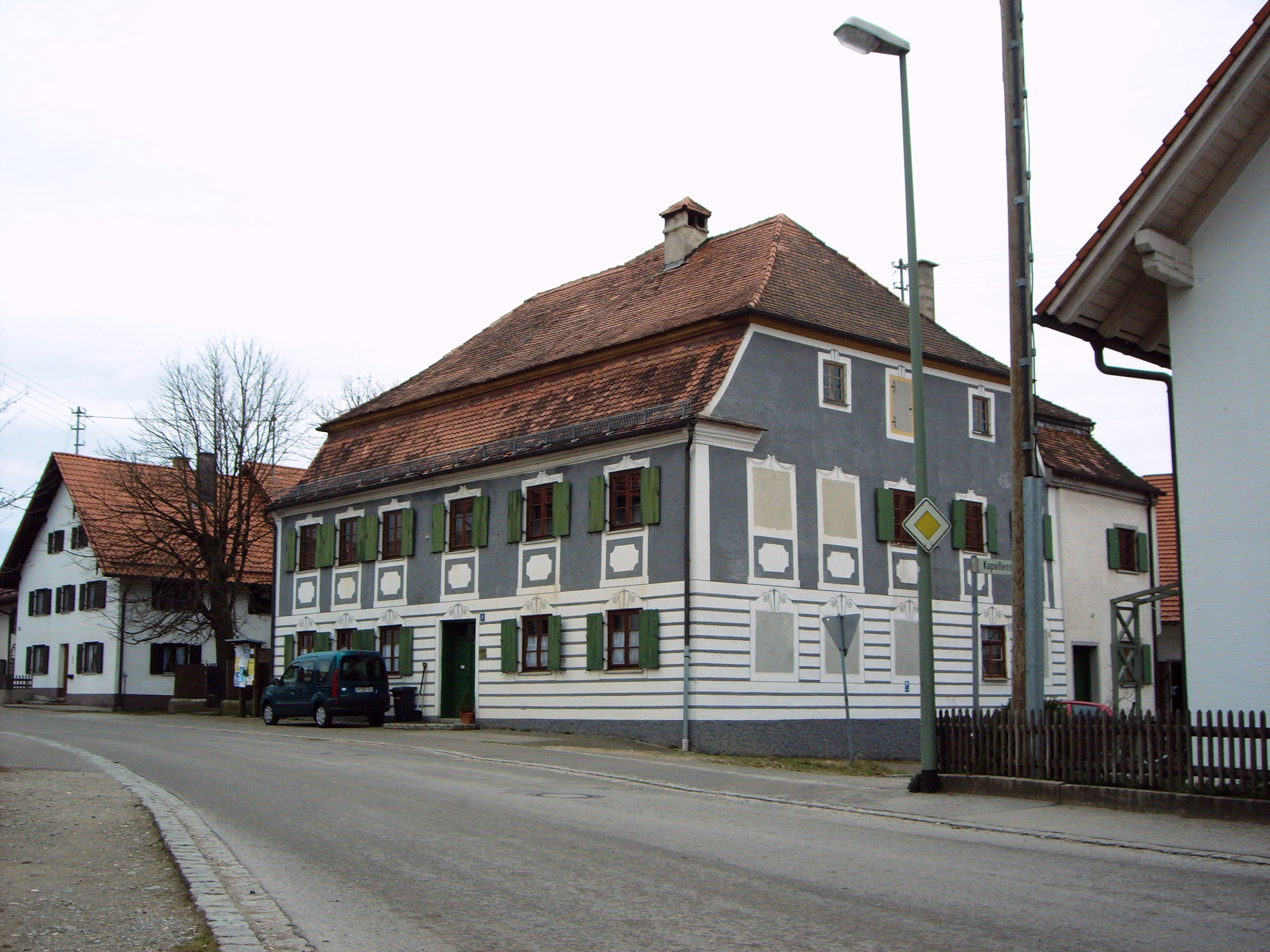
シュトッフェン地区の民家

### 人口推移
- 1970年 1,857人
- 1987年 2,241人
- 2000年 2,757人

## 行政
町長はヴィルフリート・レヒラーである。
町議会は16議席からなる。

### 紋章
現在の紋章は、郡議会の構想に基づき1960年5月2日に採択された。
図柄: 銀地で、中央下部に黒い横帯。その上にゆっくりと歩く赤い舌を出して威嚇する黒い獅子。基部に緑の三峰の山。
この紋章はこの町の歴史に基づいている。これは、すでに12世紀からピュルゲンを治め、ホーフマルクを築いていたプフェッテン家を思い起こさせるものである。プフェッテン家は現在もピュルゲンと深い関わりを持っている。プフェッテン家の紋章は教会の墓石に多く見られる。ピュルゲンの紋章の緑の山は城山や、フラウエンヴェルトの丘陵墓群を示している。ピュルゲンはこの紋章と同時に、黒 - 白 - 緑 のストライプで構成された町の旗も制定した。

## 引用
1. ↑  https://www.statistikdaten.bayern.de/genesis/online?operation=result&code=12411-003r&leerzeilen=false&language=de Genesis-Online-Datenbank des Bayerischen Landesamtes für Statistik Tabelle 12411-003r Fortschreibung des Bevölkerungsstandes: Gemeinden, Stichtag (Einwohnerzahlen auf Grundlage des Zensus 2011)
2. ↑  Bayerische Landesbibliothek Online